# Кладония вулканная
Кладо́ния вулка́нная (лат. Cladonia vulcani) — вид лишайников рода Кладония (Cladonia) семейства Кладониевые (Cladoniaceae). Под текущим таксономическим названием была описана в 1914 году российским и советским лихенологом Всеволодом Савичем.

## Описание
Таллом чешуйчато-кустистый, состоящий из разрастающегося на субстрате первичного чешуйчатого таллома и формирующего на нём кустистого, вертикально растущего вторичного таллома (подециев). Чешуйки первичного таллома до 3 мм в диаметре, прижатые, несоредиозные, со временем исчезающие, сверху покрытые желтоватым коровым слоем, снизу обнажают белую сердцевину. Подеции до 3—5 см высотой и 1—3 мм в диаметре, в верхней части дихотомически ветвящиеся, иногда с изогнутыми боковыми веточками, без сциф или редко с узкими и неясными сцифами, их поверхность соломенно-жёлтая, покрыта в нижней части бугорчатым коровым слоем, в верхней части лишена коры, зернистая или зернисто-соредиозная. Апотеции красные, без выраженного края, быстро становятся выпуклыми, до 3 мм в диаметре, развиваются на концах веточек.
Размножается спорами и вегетативно (фрагментами слоевища).

### Химический состав
Содержит усниновую, тамноловую кислоты и беллидифлорин.

## Среда обитания и распространение
Произрастает возле гейзеров, горячих ключей, фумарол.
Мировой ареал ограничен Восточной Азией (Россия, Япония, Папуа — Новая Гвинея,  полуостров Корея, остров Тайвань) и островом Исландия.
В России встречается на Камчатке и  Курильских островах .

## Охранный статус
Вид занесён в Красную книгу России, Камчатского края и Сахалинской области.